# Trichospermum insigne
Trichospermum insigne är en malvaväxtart som först beskrevs av Henri Ernest Baillon, och fick sitt nu gällande namn av André Joseph Guillaume Henri Kostermans. Trichospermum insigne ingår i släktet Trichospermum och familjen malvaväxter. Inga underarter finns listade i Catalogue of Life.